# Jüdisches Museum Rotenburg an der Fulda

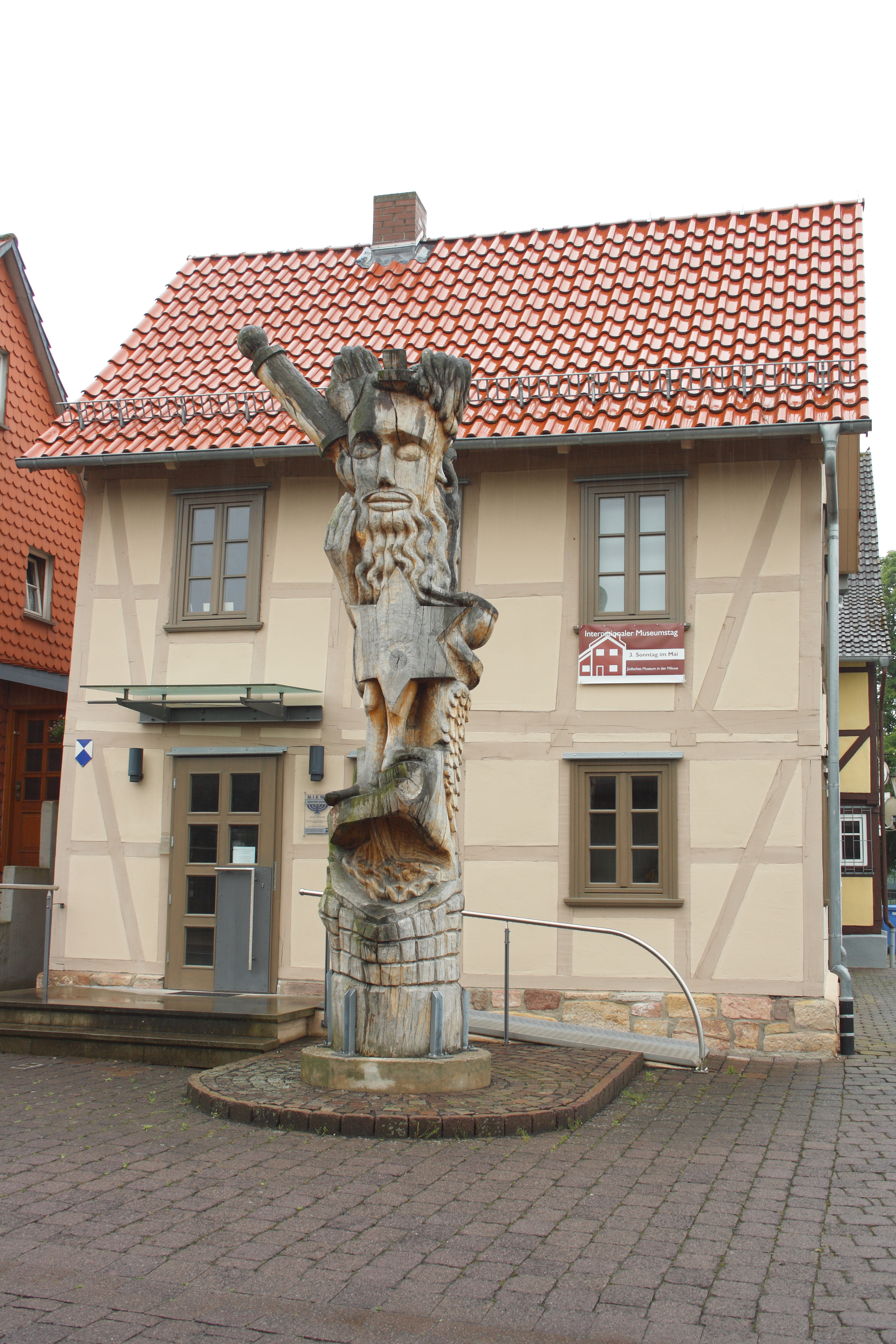
Museumsgebäude

Das Jüdische Museum in Rotenburg an der Fulda, einer Stadt im Landkreis Hersfeld-Rotenburg im Nordosten von Hessen, ist im Gebäude der ehemaligen Mikwe eingerichtet. Das Jüdische Museum befindet sich in der Brauhausstraße 2.
Das 2006 eröffnete Museum in einem Gebäude, das früher der jüdischen Gemeinde gehörte, zeigt im Erdgeschoss zwei Mikwen. Das tiefere der beiden Tauchbäder ist grundwassergespeist und wurde vermutlich im 15. Jahrhundert gegraben (Datierung nach dem Mauerwerk). Ein kleineres, gekacheltes Becken stammt von 1925. Auch das Fundament eines Ofens, mit dem Wasser für die Reinigungsbäder (vor dem rituellen Eintauchen in die Mikwe) erwärmt wurde, ist noch sichtbar; ferner ein mit der älteren Mikwe verbundener, früher ebenfalls wassergefüllter Schacht, in dem die zum Schächten verwendeten Messer gekaschert (koscher gemacht) wurden. In seiner Dauerausstellung im Obergeschoss beschreibt das Museum sechs Jahrhunderte jüdischen Lebens in Rotenburg an der Fulda und Umgebung mit authentischen Zeugnissen. Die Thorarolle aus der 1938 geschändeten und verwüsteten Synagoge in Rotenburg ist eines der markantesten Exponate. Vor dem Gebäude steht eine 4,5 m hohe Holzskulptur, die der Rotenburger Holzbildhauer Martin Schaub (* 1944) zur Museumseröffnung gestiftet hat. Sie stellt Moses und mit ihm verbundene Symbolik dar.
Das Museum und die Begegnungsstätte wird durch den Förderkreis Ehemaliges Jüdisches Ritualbad um den Kurator Heinrich Nuhn und dessen Ehefrau betreut. Das Gebäude steht unter Denkmalschutz.
Besichtigungen sind ganzjährig nach telefonischer Anmeldung, außerdem von April bis Oktober am jeweils ersten Sonntag um 15 Uhr möglich. Der Eintritt ist kostenlos.